# 王禕之
王祎之（？—？），字文邵，小字僧恩，太原郡晋阳县（今山西省太原市），东晋散骑常侍、卫将军、尚书令、蓝田简侯王述第二子，东晋官员。

## 生平
王祎之少年知名，娶寻阳公主，官至中书侍郎，虚龄不到三十岁就去世了。王祎之的大哥王坦之悼念王祎之，向桓温称道王祎之。朝廷赠予王祎之散骑常侍。

## 其他
王祎之瞧不起支遁，他的父亲王述说：“别学你哥哥王坦之，你哥哥自己就不如支遁。”